# Mar abierto (película de 1946)
Mar abierto es una película española de melodrama estrenada en 1946, coescrita y dirigida por Ramón Torrado y protagonizada en los papeles principales por Maruchi Fresno, José María Lado, Jorge Mistral y Fernando Fernández de Córdoba.
Las escenas interiores fueron rodadas en los estudios Sevilla Films, en el madrileño barrio de Chamartín y los exteriores lo fueron en diversas localizaciones de Galicia como Orense o la bahía de Vigo.
Las canciones populares que se cantan en varios momentos de la película, como la boda o la romería, fueron interpretadas por la orensana Coral de Ruada.

## Sinopsis
La historia está ambientada en Costa Nova, un pueblo pesquero ficticio de Galicia, y comienza con la anciana Carmiña, que narra la historia de su vida a un pintor. Cuenta que su madre murió cuando ella era niña, y que su padre, Andrés Vilar apodado "O Touliño", se casó en segundas nupcias con Carlota, quien luego lo abandonó por un empresario naval al que Andrés había salvado de un naufragio.
Años más tarde, en una romería, Carmiña conoce a Antonio, y poco a poco se enamoran sin que ella sepa que Antonio es el hijo del hombre con quien se fugó su madrastra.

## Reparto
- Maruchi Fresno ... Carmiña
- José María Lado ... Andrés Vilar
- Jorge Mistral	...	Antonio
- Fernando Fernández de Córdoba ...	Juan Reboredo
- Rosario Royo	...	Tía María
- Xan das Bolas	...	Peirán
- Gabriel Algara ... Pintor
- Félix Fernández ... Tío Paquito
- Carlos Casaravilla ... Don Alberto
- Calucha de Castroamor	... Carlota
- Fernando Fresno ... Don Jesusiño
- Fernando Aguirre ... Don Leoncio
- Maruja Hernández
- Milagros Arín	... Carmiña, niña
- José Ramón Giner
- Ramón Torrado	...	Pintor